# Michael Ruppert (Politiker)
Michael Ruppert (* 9. September 1946 in Wuppertal) ist ein deutscher Politiker der FDP.

## Ausbildung und Beruf
Michael Ruppert erlangte 1966 das Abitur. Nach seinem Wehrdienst belegte er ein Studium der Politik und der Sozialwissenschaften an der Ruhr-Universität Bochum. 1972 wurde er Diplom-Sozialwissenschaftler. Von 1969 bis 1972 war er als freier Journalist tätig. 1972 wurde er Referent für Öffentlichkeitsarbeit beim FDP-Landesverband NRW. Von 1972 bis 1973 war er Referent für politische Erwachsenenbildung bei der Wolfgang-Döring-Stiftung. 1973 bis 1974 leitete er die Pressestelle beim Verband Beratender Ingenieure in Essen. Im Sommersemester 1974 erhielt Ruppert einen Lehrauftrag für Politik an der Fachhochschule Dortmund. Von 1974 bis Herbst 1990 war er Leiter der Pressestelle der Arbeitsgemeinschaft Holz e.V.

## Politik
Michael Ruppert ist seit 1968 Mitglied der FDP. Er war von 1974 bis 1982 Mitglied des Landesvorstandes, das er seit 1992 wieder ist. Von 1974 bis 1986 fungierte er als Vorsitzender des Kreisverbandes Wuppertal, seither ist er stellvertretender Kreisvorsitzender. Er ist seit 1974 Mitglied des Bezirksvorstandes Düsseldorf und seit 1975 Mitglied des Rates der Stadt Wuppertal. Im Oktober 1989 wurde er Vorsitzender der FDP-Ratsfraktion.
Michael Ruppert war vom 30. Mai 1985 bis zum 31. Mai 1995 Mitglied des 10. und 11. Landtags von Nordrhein-Westfalen, in den er über die Landesliste einzog.